# Les Grands Crus musicaux
 (décembre 2019).
Les Grands Crus musicaux est un festival international de musique classique qui se tient tous les ans au mois de juillet dans divers châteaux de domaines producteurs de vin, dans le Bordelais. Il a été créé en 2003 par le pianiste Marc Laforet qui en est le directeur artistique.

## Historique
Le pianiste Marc Laforet a souhaité associer grands vins, patrimoine local prestigieux et interprètes internationaux. Le festival est soutenu par divers partenaires institutionnels et privés, dont divers châteaux.
Selon les années, les concerts se déroulent entre sept et neuf châteaux, montrant la palette des vins de Bordeaux. Dégustation de vins et amuse-bouches ponctuent chaque concert.
Le festival Les Grands Crus musicaux a vu se produire des interprètes ou ensembles tels qu'Anne Queffélec, Nelson Freire, Nicholas Angelich, Jean-Marc Luisada, Brigitte Engerer, Renaud Capuçon, Olivier Charlier, Hélène Mercier, Vladimir Spivakov, Nikolaï Louganski, Gautier Capuçon, Giovanni Bellucci, Bertrand Chamayou, Cyprien Katsaris, Andreï Korobeinikov, Roger Muraro, le Trio Wanderer ou encore le quatuor Modigliani.

## Programmation
En 2019, lors de la 17e édition, se sont produits au cours de neuf concerts : Béatrice Uria-Monzon, Nathalie Steinberg, Piotr Anderszewski, Bertrand Chamayou, Kotaro Fukuma, Emmanuel Rossfelder, Philippe Bernold, Nicolas Dautricourt, Marc Laforet, Jean-Marc Luisada, Victor Julien-Laferrière, David Kadouch, Pierre Génisson, Natacha Kudritskaya.
Les domaines viticoles concernés par cet événement musical étaient le Couvent des Jacobins de Saint-Émilion, le Château d’Yquem, le Domaine de Chevalier, le   Château Pape Clément, le Château Lascombes, le Château Smith-Haut-Lafitte ou encore le Château d’Agassac,.